# Sauvé (Metro Montreal)

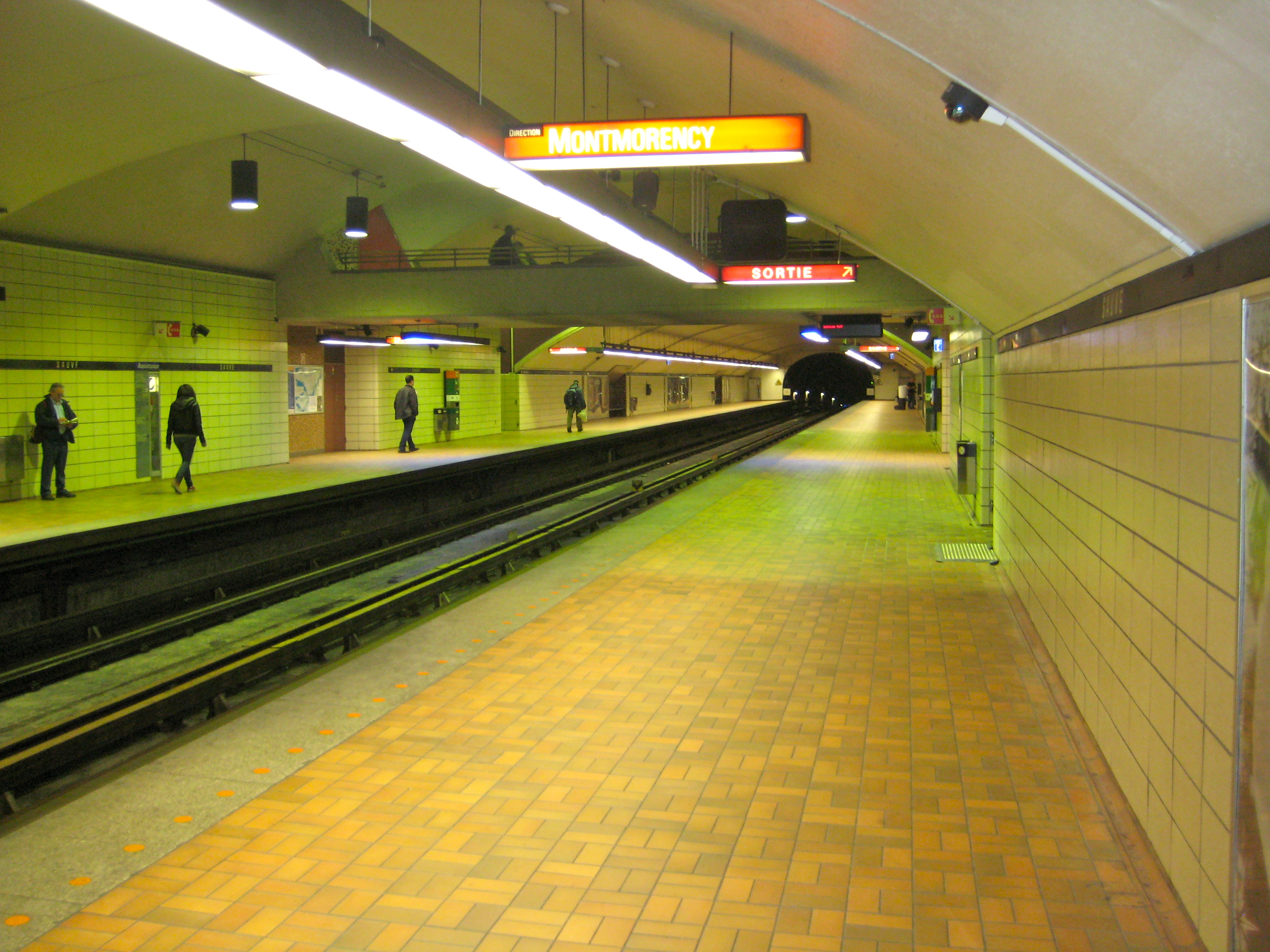
Blick auf die Bahnsteige

Sauvé ist eine U-Bahn-Station in Montreal. Sie befindet sich im Arrondissement Ahuntsic-Cartierville an der Kreuzung von Rue Sauvé und Rue Berri. Hier verkehren Züge der orangen Linie 2. Im Jahr 2019 nutzten 4.053.264 Fahrgäste die Station, was dem 29. Rang unter den insgesamt 68 Stationen der Metro Montreal entspricht. Die U-Bahn-Station liegt nahe der exo-Haltestelle Sauvé.

## Bauwerk

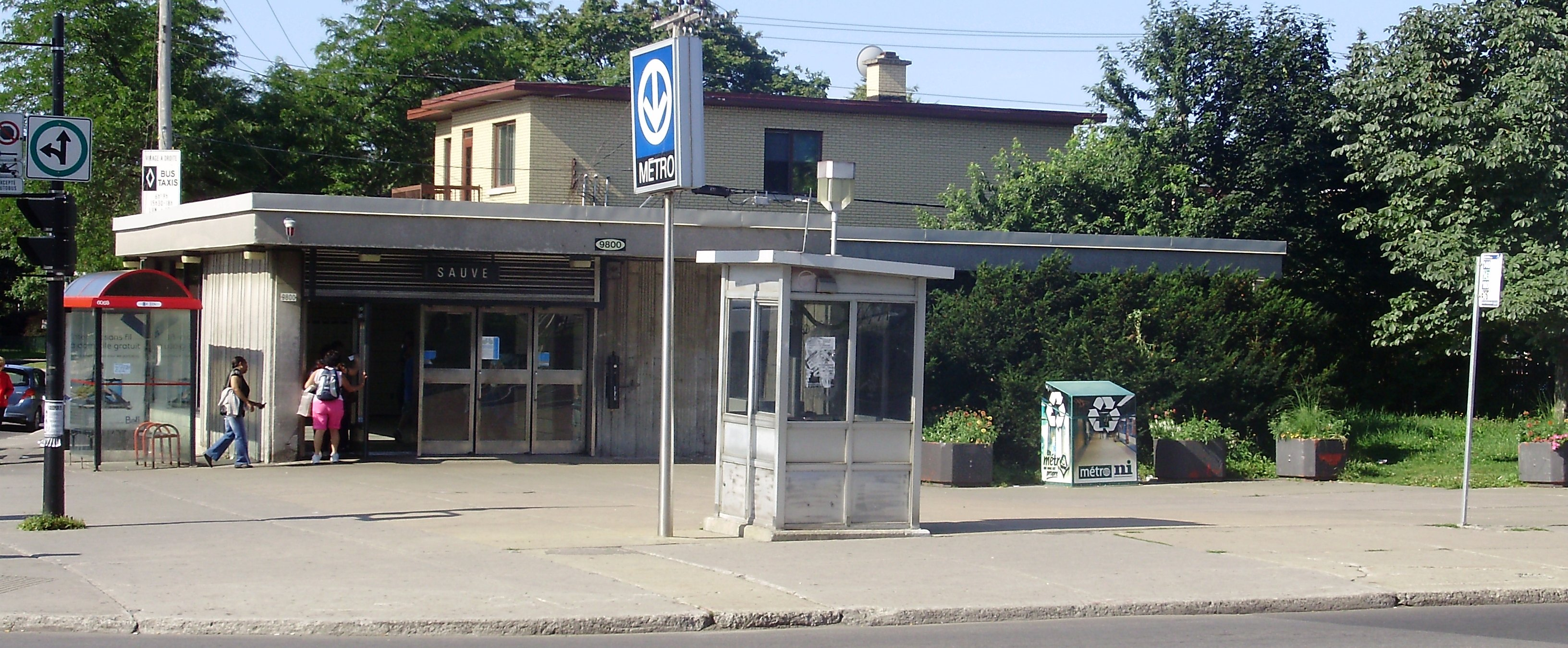
Eingangspavillon

Die von Adalbert Niklewicz entworfene Station entstand in Form eines Tunnelbahnhofs. Eine Verteilerebene verbindet die Bahnsteige mit zwei schlicht gestalteten Eingängen beidseits der Rue Sauvé. Bedingt durch die schlecht durchdachte architektonische Planung herrschen allgemein sehr beengte Verhältnisse vor. In 15,9 Metern Tiefe befindet sich die Bahnsteigebene mit zwei Seitenbahnsteigen. Die Entfernungen zu den benachbarten Stationen, jeweils von Stationsende zu Stationsanfang gemessen, betragen 1279,60 Meter bis Crémazie und 771,60 Meter bis Henri-Bourassa. Es bestehen Anschlüsse zu sechs Buslinien und zwei Nachtbuslinien der Société de transport de Montréal.

## Geschichte
Die Eröffnung der Station erfolgte am 14. Oktober 1966, zusammen mit dem Teilstück Place-d’Armes–Henri-Bourassa der orangen Linie. Sauvé gehört somit zum Grundnetz der Montrealer Metro. Namensgeber ist die Rue Sauvé. Sie trägt seit 1912 den Namen eines früheren Grundbesitzers, auf dessen Land die Straße gebaut wurde. Seit Dezember 2014 besteht an der Oberfläche eine Haltestelle der exo-Vorortslinie zwischen Montreal und Mascouche.